# Кэрри Брэдшоу
Кэ́ролайн «Кэ́рри» Брэ́дшоу (англ. Caroline "Carrie" Bradshaw) — персонаж и главная героиня телесериала «Секс в большом городе», двух его кинопродолжений, молодёжного сериала-приквела «Дневники Кэрри» и сериала-сиквела «И просто так». Роль Кэрри исполнила актриса Сара Джессика Паркер, а юную Кэрри в «Дневниках» сыграла Анна-София Робб.
Прообразом персонажа является его создательница — Кэндес Бушнелл, журналистка, писавшая статьи для «The New York Observer» и автор одноимённой книги.

## Секс в большом городе

### Образ персонажа
Кэрри живёт в Нью-Йорке и ведет колонку о сексе в газете «Нью-Йорк Стар». После того, как её колонки были выпущены отдельной книгой, становится писательницей женских романов. Сильная, остроумная и сексуальная. Она никогда не падает духом и не теряет чувства юмора. Её слабое место — это туфли от известных дизайнеров, таких как Маноло Бланик, Джимми Чу и т. д. Жизнь Кэрри тесно связана с её подругами Мирандой, Самантой и Шарлотт. Любовь всей её жизни — это Мистер BIG, которого она не может забыть на протяжении всех шести сезонов. Кэрри Брэдшоу стала объектом подражания для многих современных женщин.

### Мода и стиль
Кэрри Брэдшоу является признанной иконой стиля. Ночные клубы и рестораны, в которых отдыхали героини, коктейли, которые любила Кэрри и её друзья, также стали известными. Существует автобусный маршрут по местам съемок «Секса в большом городе».
Самой любимой маркой туфель Кэрри являлась Маноло Бланик. Этот магазин прославился благодаря его самой известной покупательнице. Мода и стиль в сериале проработаны до мельчайших деталей, ведь Кэрри как икона стиля всегда была на грани пика моды и острой безвкусицы. Наряд героини Сары Джессики Паркер, появляющийся на рекламе автобуса и заставке сериала, — белая балетная пачка, которую стилист сериала приобрел в каком-то секонд-хенде всего за пять долларов — явился знаковым. Этот наряд впоследствии не раз использовался в разных вариациях в гардеробе Кэрри, а в 2008 году Александр МакКуин создал коллекцию, где основная часть нарядов состояла из пачек. Таким образом стиль Кэрри перевернул представления многих женщин мира о моде и хорошем вкусе.

### Мужчины Кэрри
В сериале у Кэрри помимо многих непродолжительных интрижек было несколько серьёзных романов с мужчинами, которые много значили для Кэрри.

#### Мужчина её мечты / Джон Престон
На протяжении всего сериала настоящее имя персонажа не раскрывается — Кэрри зовёт его «Мужчиной своей мечты» — лишь в конце финального эпизода зрители узнают, что его зовут Джон, фамилия Престон указана лишь в полнометражном фильме.
Впервые Кэрри встречает Джона на улице, когда она роняет свою сумочку — мужчина подбирает пачку презервативов, выпавших из неё. В течение определённого времени Кэрри и Джон снова и снова сталкивались на различных вечеринках, и в итоге Джон пригласил Кэрри на свидание. Затем у них начинается страстный роман, на протяжении которого женщина чувствовала отчуждённость Джона. Когда после нескольких месяцев встреч он не смог признаться ей в любви, Кэрри расстаётся с мужчиной.
Кэрри довольно болезненно переживает разрыв с Джоном и после нескольких ничего не значащих интрижек вновь начинает встречаться с ним. Кэрри уверена, что на этот раз всё будет иначе, однако Джон вновь ставит их роман под удар — он собирается уезжать в Париж, и возможно навсегда, не поговорив об этом с Кэрри. Они вновь расстаются. Однако через некоторое время она узнаёт из газет, что Джон помолвлен с молодой наследницей и красавицей по имени Наташа. В этот момент сама Кэрри знакомится с Эйданом Шоу. Однако прошлое не даёт покоя Кэрри, и когда она узнаёт, что Джон не счастлив с Наташей, у них вновь вспыхивает роман, результатом которого становится унизительное разоблачение. Кэрри снова бросает Джона и вскоре узнаёт, что Джон и Наташа развелись.
После этого между двумя людьми возникают приятельские отношения, иногда разбавленные ни к чему не обязывающим сексом. Между тем, Эйдан бросает Кэрри, узнав об измене. Мужчины в жизни Кэрри меняются, а Джон начинает понимать, что был глупцом, отпустив Кэрри. Когда та перед отъездом с художником Александром Петровски в Париж просит больше не звонить ей, Джон понимает как сильно любит её. По совету подруг Кэрри, он приезжает в Париж, чтобы вернуть любимую, которая рассталась с Александром, поняв, что его искусство всегда будет для него важнее, чем она.
Спустя несколько лет Кэрри и Джон всё ещё встречаются. Пара собирается купить новый дом и находит отличную квартиру. Джон делает Кэрри предложение. Они хотят расписаться при друзьях и родственниках. Но новость о скорой свадьбе Кэрри Брэдшоу будоражит весь Нью-Йорк. Ей предлагают поучаствовать в свадебной фото-сессии журнала Vogue, а модельер Вивьен Вествуд присылает ей в подарок свадебное платье.
Город затаил дыхание, и будущая церемония увеличивает масштабы. На вечеринке все поздравляют Кэрри и Джона. Но между Стивом и Мирандой происходит ссора, и разгневанная женщина говорит Джону, что зря они с Кэрри решили пожениться, брак лишь всё портит.
Это стало последней каплей для Джона, и так испытывавшего невроз из-за своей третьей свадьбы. Он пытается дозвониться до Кэрри, но она теряет мобильный телефон. Кэрри ждёт его в городской библиотеке, где должна произойти церемония, звонит Джону, чтобы узнать, где он, и получает ответ — он только что был у входа в библиотеку, но уже уехал. Кэрри, всю в слезах, подруги уводят прочь. Джон, тем временем, приходит в себя и собирается вернуться на свадьбу, но уже слишком поздно.
Долгое время Кэрри не может прийти в себя. Девочки решают, что сейчас самое время ей развеяться и собираются повезти её в Мексику, где должен был пройти их с Джоном медовый месяц.
Вернувшись в Нью-Йорк с отдыха, Кэрри понимает, что самое время нанять ассистента, чтобы помочь разобрать бардак, который царит в квартире и голове Кэрри. Именно в тот момент, когда Кэрри осознаёт, что взвалила на Джона слишком много, Миранда признаётся, что на его поступок могли повлиять слова, которые она ему сказала на той вечеринке.
И вот Кэрри возвращается в их общую квартиру, чтобы забрать свои туфли, и находит там Джона, собиравшегося забрать туфли, чтобы позже передать их Кэрри. Они видят друг друга и понимают, что должны забыть ту глупость, которая случилось. Они снова сходятся и вскоре расписываются, как и планировали первоначально.
Проходит ещё несколько лет, и в семейной жизни Кэрри и Джона назревает кризис: Кэрри чувствует, что они превращаются в типичную пару домоседов, и всячески этому противится. Последней каплей для Кэрри становится предложение мужа проводить несколько дней в неделю отдельно друг от друга.
Поэтому Кэрри с радостью принимает предложение Саманты отправиться в экзотическое путешествие на Восток, где в час сомнений она самым невероятным образом встречает единственного, кто смог бы утешить её в трудную минуту — Эйдана, который закупает на Восточном базаре предметы интерьера. Кэрри соглашается встретиться с Эйданом вечером и узнаёт, что он женат и у него трое замечательных детей. Однако влечению трудно сопротивляться — Кэрри и Эйдан целуются, но женщина вовремя останавливается, и вскоре уже признаётся мужу по телефону в том, что чуть было не изменила ему.
Вернувшись домой, Кэрри не застаёт Джона дома — он возвращается лишь несколько часов спустя, и по обоюдному согласию, каждый из них решает идти на компромисс в их супружеской жизни.

#### Эйдан Шоу
Вторым важным мужчиной в жизни Кэрри был Эйдан — дизайнер мебели, владелец частного мебельного салона. Их отношения развивались достаточно медленно, Кэрри даже начала волноваться и пыталась понять, в чём причина. А Эйдан просто не торопил события, он хотел романтики. Единственное, что не нравилось Эйдану в Кэрри — её пристрастие к курению, и Кэрри приняла решение бросить курить ради новых отношений.
Некоторое время спустя Кэрри встречается с Мужчиной Своей Мечты, который женился на молодой высокой и привлекательной девушке Наташе. Между ними начинается тайный роман. Но после того, как Наташа застаёт Кэрри в своей квартире и падает с лестницы, выбив зуб и разбив губу, Кэрри решает положить конец интрижке. Однако, терзаемая муками совести, рассказывает Эйдану об измене прямо на свадьбе Шарлотт. Так Эйдан и Кэрри расстались в первый раз.
Спустя некоторое время Брэдшоу узнаёт, что Эйдан открывает бар вместе с бывшем парнем Миранды — Стивом. Придя на открытие, Кэрри отмечает, что у неё ещё остались чувства к прошлому. Она предлагает Эйдану сойтись, на что он остро реагирует, но, в итоге, соглашается попробовать снова.
Всё складывается удачно, несмотря на небольшие ссоры и недомолвки, связанные с дружбой Кэрри и Мужчиной её мечты. Эйдан приобретает квартиру Брэдшоу и соседнюю с ней для дальнейшей перепланировки. Пара съезжается, и через некоторое время он делает ей предложение, на которое та отвечает согласием. Страхи о предстоящей свадьбе и будущем замужестве пугают Кэрри, однако жених продолжает настаивать на скорейшей росписи. После одного из приёмов они выясняют отношения, и становится понятно, что Эйдан не без оснований не доверяет своей избраннице, и быстрее хочет её привязать к себе. В итоге, они расстаются окончательно.
После разрыва Кэрри (не без помощи Шарлотт) выкупает у него квартиру. По прошествии времени, они случайно сталкиваются на улице: Эйдан счастливо женат и у него есть сын. Кэрри понимает, что их роман окончательно остался позади, и они прощаются на дружественной ноте.

#### Джек Бергер
Новый роман в жизни Кэрри совпал с периодом творческого признания Кэрри — издательство предлагает опубликовать её статьи под одной обложкой, и приглашает обсудить подробности. В кабинете издателя девушка знакомится с Джеком Бергером — талантливым писателем, у которого также недавно вышла книга. Их первое свидание наполнено романтикой и юмором, однако, когда Кэрри приглашает Джека на презентацию своей книги в качестве её пары, Бергер говорит, что не сможет прийти на вечеринку, так как в город приезжают родители его девушки.
Раздосадованная Кэрри не может понять, почему он сразу не сказал ей, что встречается с кем-то в данный момент, так как, по её мнению, сразу же почувствовали друг к другу влечение. Некоторое время спустя, Кэрри встречает Бергера на свадьбе знакомого, где узнаёт, что Бергер расстался со своей девушкой. Кажется, ничто не мешает теперь им быть вместе, но Кэрри понимает, что Джек бывает ранимым и неуверенным в себе, особенно после того, как издательство отказалось печатать его новую книгу. После довольно короткого романа, и даже временного расставания, Джек тайком уходит от Кэрри после примирительной ночи, оставив стикер с извинениями и признанием, что не может быть с ней. Кэрри оказывается в полном недоумении.

#### Александр Петровский
Следующим важным мужчиной в жизни Кэрри был русский художник Александр Петровский. Он сразу же проявил интерес к Кэрри, и даже сам позвонил ей, узнав номер телефона у коллеги Шарлотт.
Петровский быстро очаровывает Кэрри, которая с подругами называет его просто русский. Однако со временем, Кэрри также понимает, что они очень отличаются друг от друга: женщина с ужасом находит в Интернете статью «Истории любви Александра Великого» с огромным, но далеко не полным списком романтических побед своего нового кавалера. Кроме того, Кэрри замечает двоякость в его натуре: романтичность и цинизм в том, что касается вопросов жизни и смерти — Кэрри списывает эти недостатки на его русское происхождение.
Петровский готовится к своей крупной выставке в Париже, и приглашает Кэрри поехать с ним жить во Францию. Кэрри сомневается, ведь вся её жизнь — друзья, колонка в газете, Мужчина Её Мечты, наконец — в Нью-Йорке. Все, кроме Миранды, не понимающей, почему Кэрри должна бросить всё ради него, поддерживают подругу. В итоге, Кэрри соглашается и переезжает в Париж. Однако, и там она не находит счастья: после встречи с бывшей женой Александра, сожалевшей, что она была на втором плане в жизни Алека (на первом было его творчество), Кэрри понимает, что то же самое происходит и в их отношениях — она бросила ради него друзей, дом и работу, а Александр целыми днями пропадает в галерее. Кэрри тяжело даётся решение бросить Александра и вернуться в Нью-Йорк. Но в вестибюле отеля она встречает Джона, который приехал в Париж, чтобы признаться ей в любви и вернуть домой.

## Дневники Кэрри

### Образ персонажа
В телесериале канала The CW, выходящего в эфире с 14 января 2013 года, зрители получили возможность узнать о юности Кэрри. Как и в «Сексе в большом городе», в новом шоу героиня представлена невероятно проницательной и заботливой девушкой. Она хорошая ученица и верная подруга. Действие сериала начинается осенью 1984 года, в первый школьный день, спустя три месяца после смерти матери Кэрри, которую тяжело переживает вся семья: Кэрри, её младшая сестра-бунтарка Доррит и отец Том (причем, в сериале Кэрри как-то упоминаект, что отец бросил их с матерью, когда ей было 5 лет). После смерти матери Кэрри пытается заботиться о сестре, но напряжённые отношения с Доррит, считающей, что мама любила Кэрри в большей степени, мешают сёстрам уладить разногласия.
В сериале Кэрри «пытается найти свой голос». Её мать вела дневник, и найдя пустые тетради для будущих записей, Кэрри решает последовать её примеру. По признанию Кэрри, ей часто снится один и тот же сон: она в Нью-Йорке, и она чувствует, что это её город. Девушке выпадает шанс воплотить сон в реальность — благодаря отцу девушка получает место интерна-стажёра в юридической фирме. В первый же день в городе Кэрри знакомится с Лариссой, которая показывает школьнице яркую ночную жизнь Манхэттена, и девушка понимает, что «больше никогда не будет прежней».

### Молодые люди Кэрри

#### Себастьян Кидд
Кэрри смущает тот факт, что неожиданно она осталась последней девственницей среди своих подруг, узнав о том, что каждая из них занялась сексом этим летом. Кроме того, у Кэрри даже нет парня. В первый же день в школе появляется новый ученик — Себастьян Кидд, давний знакомый Кэрри, с которым у девушки был первый поцелуй. Несмотря на то, что Себастьяну нравится Кэрри, в отношениях с девочками он не связывает себя обязанностями, и между молодыми людьми возникают взаимоотношения на грани дружбы и любви. Из-за Себастьяна у Кэрри обостряются отношения с самой популярной девочкой в школе — Донной ЛаДонной, с которой Себастьян также проводит время.
Из-за различных взглядов на жизнь и трудного характера молодые люди часто ссорятся и несколько раз расстаются. Случайно встретившись в баре, Себастьян и Мэгги целуются. Мэгги рассказывает об этом подруге, но Кэрри решает забыть обоих и начать новую жизнь. Однако судьба вновь сводит Кэрри и Себастьяна после и их ждут недолгие, но навсегда значимые для них двоих отношения.

#### Джордж Сильвер
Джордж — сын Харлана, давнего друга Тома. Поначалу Кэрри очарована молодым человеком из светского общества, который старше её, знает, чего хочет от жизни и уверен в себе. Однако когда девушка понимает, что она ещё не готова потерять девственность, Джордж ведёт себя грубо, чем инициирует расставание с Кэрри.

#### Адам Уивер
Кэрри знакомится с Уивером, молодым драматургом, когда старается выполнить поручение Лариссы, чтобы стать автором в журнале «Interview». Молодые люди быстро сближаются, и Кэрри теряет невинность с ним. Кажется, что она влюблена, но когда в разговоре выясняется, что Уивер читал её дневник, Кэрри понимает, что всё ещё думает о Себастьяне. Молодые люди расстаются, а через некоторое время в одном из интервью Уивер нелестно отзывается о Кэрри. Кэрри решает отомстить и рассказывает одному из журналистов, что Уивер — не состоятелен как мужчина и поэтому не уверен в себе. Однако девушка понимает, что поступила плохо и берёт свои слова обратно, признавшись, что хотела лишь отомстить.

## Культурное влияние и признание
За исполнение роли Сара Джессика Паркер получила премии «Эмми», «Золотой глобус» и «Премию Гильдии киноактёров США».
В 2005 году персонаж занял 11 место в списке «100 величайших телегероев» журнала «Bravo». В 2009 журнал «The Guardian» назвал Кэрри иконой десятилетия.
Сара Джессика Паркер вместе со своими коллегами появилась на обложке журнала «Time» в статье «Кому нужен муж?».